# Everything Falls Apart
Everything Falls Apart – pierwszy album studyjny amerykańskiego zespołu punkrockowego Hüsker Dü wydany w styczniu 1983 roku przez wytwórnię Reflex Records. Materiał nagrano na przełomie czerwca i lipca 1982 roku w studiu Total Access Recording w Redondo Beach.
Płyta nie otrzymała wysokich ocen krytyków i nie osiągnęła tak wysokiego statusu wśród fanów, jak następujące po niej Metal Circus, Zen Arcade i New Day Rising.

## Kontekst
Album koncertowy Land Speed Record przyniósł grupie duży rozgłos w hardcore punkowym undergroundzie. Zespół rozpoczął współpracę ze znanymi w środowisku Jello Biafrą, Mikiem Wattem oraz członkami Black Flag. Ponadto grupa znalazła się w kręgu zainteresowań wytwórni SST Records. Muzycy ruszyli w drugą w karierze trasę koncertową po Kanadzie i zachodnim wybrzeżu Stanów Zjednoczonych. Po raz pierwszy zespół miał okazję wystąpić w Kalifornii. Ostatnim punktem na trasie było Los Angeles. W pobliskim Redondo Beach, w studiu Total Access zespół nagrał 12 utworów w ciągu dwóch dni, pod egidą producenta Spota.

## Nagrywanie
Dzięki zastojowi w przemyśle muzycznym, spowodowanym oczekiwaniem na wyjście albumu Thriller Michaela Jacksona, udało się wynająć studio na trzy dni, kosztem 400 dolarów. By zaoszczędzić czas, grupa starała się nagrać wszystkie utwory za pierwszym razem. Ucierpiała jakość wykonania piosenek, co było koniecznością ze względu na niski budżet zespołu.

## Muzyka i teksty

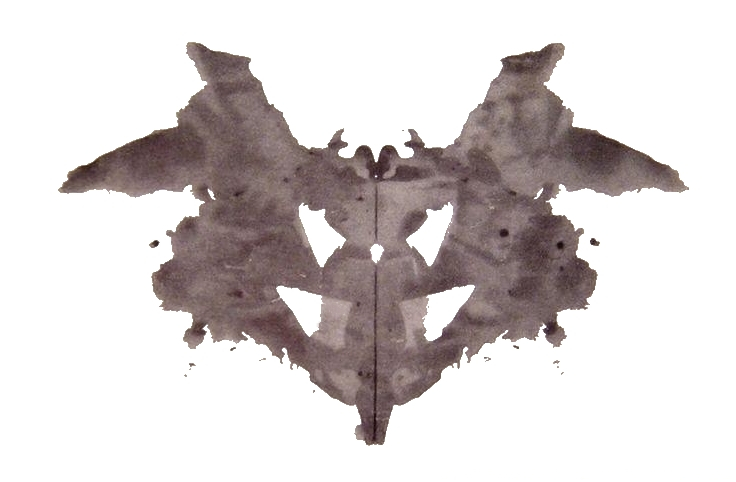
Na okładce albumu umieszczono 12 plam atramentowych, nawiązujących do testu Rorschacha

Większość utworów prezentuje hardcorowe brzmienie znane z Land Speed Record i wczesnych singli zespołu. Bardziej melodyjny, charakterystyczny dla późniejszych albumów styl ukazują „Everything Falls Apart”, „Gravity” oraz cover piosenki Donovana „Sunshine Superman”. W przeciwieństwie do innych płyt zespołu, gdzie niemalże wszystkie utwory były skomponowane naprzemiennie przez Granta Harta i Boba Moulda, na Everything Falls Apart prym wiedzie sam Mould, który skomponował 10 z 12 utworów. Muzycy uważali teksty piosenek za bardziej osobiste, niż na poprzednim albumie. W wywiadzie dla Flipside z 1983 roku Bob Mould stwierdził, że komponowanie muzyki jest dla niego prostsze niż pisanie tekstów, gdyż „ciężko jest wyrazić, to co naprawdę czujesz”.

## Opakowanie i oprawa graficzna
Pierwsze kopie płyty zawierały wkładkę z tekstami utworów. Okładka albumu autorstwa Granta Harta przedstawia 12 białych tablic, na których umieszczone są atramentowe plamy. Jest to nawiązanie do testu Rorschacha, który bada cechy osobowości i obecność zaburzeń psychicznych.

## Wydanie
Everything Falls Apart został wydany za pośrednictwem wytwórni Reflex Records, założonej przez członków zespołu. Album trafił na rynek w nakładzie 5000 kopii, które wyprzedano w ciągu kilku dni. Ogółem wyprodukowano 10000 egzemplarzy płyty. Dzięki licznym trasom koncertowym i dobrej prasie, udało się sprzedać album w całych Stanach Zjednoczonych.

## Odbiór

### Oceny krytyków
| AllMusic                      | [ 18 ] |
| Chicago Tribune               | [ 19 ] |
| Piero Scaruffi                | [ 20 ] |
| Robert Christgau              | A−     |
| The Rolling Stone Album Guide | [ 22 ] |
| Spin Alternative Record Guide | [ 23 ] |

Everything Falls Apart jest najsłabiej ocenianym przez krytyków albumem studyjnym zespołu. Płyta spotkała się zarówno z umiarkowanie pozytywnymi, jak i mało przychylnymi opiniami krytyków. Robert Christgau z The Village Voice stwierdził, że zespół jest „muzycznie równy Black Flag i Minor Threat, jednak rozsądniejszy od obydwu”. Wydawca serwisu AllMusic, Stephen Thomas Erlewine napisał, że „Na swoim pierwszym albumie studyjnym Hüsker Dü wykazuje wyraźniejsze poczucie celu niż na debiutanckim albumie koncertowym Land Speed Record, ale to niekoniecznie czyni płytę przełomową”. Andy Gill z New Musical Express nazwał Everything Falls Apart „prostym, thrashowym longplayem”.

### Prasa
Płycie poświęcono niewiele uwagi w prasie. Recenzent z magazynu No Cause For Concern w krótkiej recenzji napisał: „Nie tak szybki, jak się spodziewałem” oraz nazwał „From the Gut” i „Sunshine Superman” utworami wartymi zauważenia. Brytyjskie czasopismo New Musical Express zanotowało: „Nie tak rytmicznie zmienny jak MDC, ani tak pomysłowo lotny jak Zero Boys, ale mimo wszystko dosyć oszałamiający”. Steve Albini w artykule dla magazynu Matter napisał: „Album prezentuje frenetyczną energię zespołu, podszytą bujną gitarą, melodyjnym basem Grega Nortona i perkusją Granta Harta w stylu Buzzcocks”. Patrick R. Smith, autor pisma Stargreen scharakteryzował brzmienie albumu w słowach: „Intrygująca mieszanka totalnego hardcore'u i wolniejszego, nieco bardziej dopracowanego materiału”.

### Dziedzictwo
W 1994 zespół Sick of It All wykonał cover utworu „Target”. Trzy lata później grupy Charles Bronson i Cripple Bastards nagrały własne wersje „Punch Drunk”. „Bricklayer” był coverowany czterokrotnie: przez Apple-O w 1993, Infestation of Ass w 2002, Lucifer X w 2016 i Oxidant w 2017. W maju 1997 roku „Afraid of Being Wrong” został wykonany przez Test Pattern. W tym samym roku grupa Sottopressione nagrała „Signals from Above”, a grupa Tempo Zero „Everything Falls Apart”. W 1999 zespół Mothers Brothers wykonał cover „Wheels”. „Obnoxious” doczekał się wersji w wykonaniu Tres Kids z 1997, Tenement z 2013 oraz grupy Facada z 2017.

### Wyróżnienia
W 2013 roku francuski magazyn Rock & Folk umieścił płytę na liście 101 najlepszych albumów punkowych. Wydawca czasopisma Conflict, Gerard Cosloy uznał Everything Falls Apart za 9. najlepszy album długogrający roku.

## Reedycje
Zremasterowana wersja oryginalnego wydania albumu została udostępniona w trybie digital download 18 czerwca 2017 przez wydawnictwo Numero Group. Choć sam album w swojej pierwotnej formie nie doczekał się oficjalnej reedycji na tradycyjne nośniki, opublikowano kilka wydań nieoficjalnych, z których część była dystrybuowana do Europy.

### Everything Falls Apart and More
Kompilacja Everything Falls Apart and More, wydana w styczniu 1993 roku przez Rhino Records zawierała siedem dodatkowych utworów pochodzących z pierwszych singli oraz koncertów. Każdy utwór został zremasterowany. Kompilacja była dostępna na kasecie magnetofonowej, płycie winylowej oraz płycie kompaktowej. Album zawierał m.in. ośmiominutową wersję „Statues”, zremiksowaną przez Granta Harta w sierpniu 1992. Pochodzące z jednego singla „In a Free Land”, „What Do I Want?” i „M.I.C.” zostały zremasterowane w czerwcu tego samego roku.

#### Producenci kompilacji
- Hüsker Dü – producent
- Doug Myren – producent
- Rachel Gutek – projekt
- Matt Zimmerman – inżynier dźwięku, remiks („Statues”)
- Bill Inglot – remaster
- Dan Hersch – remaster
- Brian Paulson – remiks („In a Free Land”, „What Do I Want?”, „M.I.C.”)
- Grant Hart – remiks („Statues”)

Utwory zostały zmiksowane w studiach Absolute Music i Creation Studios oraz zremasterowane w DigiPrep.

## Lista utworów
Opracowano na podstawie materiału źródłowego.
Strona pierwsza
| Nr | Tytuł utworu            | Muzyka    | Długość |
| -- | ----------------------- | --------- | ------- |
| 1. | „From the Gut”          | Bob Mould | 1:36    |
| 2. | „Blah, Blah, Blah”      | Mould     | 2:09    |
| 3. | „Punch Drunk”           | Mould     | 0:29    |
| 4. | „Bricklayer”            | Mould     | 0:31    |
| 5. | „Afraid of Being Wrong” | Mould     | 1:21    |
| 6. | „Sunshine Superman”     | Donovan   | 1:56    |
| 7. | „Signals from Above”    | Mould     | 1:38    |
|    |                         |           | 9:40    |

Strona druga
| Nr | Tytuł utworu             | Muzyka     | Długość |
| -- | ------------------------ | ---------- | ------- |
| 1. | „Everything Falls Apart” | Mould      | 2:15    |
| 2. | „Wheels”                 | Grant Hart | 2:08    |
| 3. | „Target”                 | Mould      | 1:45    |
| 4. | „Obnoxious”              | Mould      | 0:53    |
| 5. | „Gravity”                | Mould      | 2:37    |
|    |                          |            | 9:38    |

Utwory bonusowe
| Nr | Tytuł utworu       | Muzyka      | Długość |
| -- | ------------------ | ----------- | ------- |
| 1. | „In a Free Land”   | Mould       | 2:55    |
| 2. | „What Do I Want?”  | Hart        | 1:16    |
| 3. | „M.I.C.”           | Mould       | 1:12    |
| 4. | „Statues”          | Hart        | 8:45    |
| 5. | „Let's Go Die”     | Greg Norton | 1:56    |
| 6. | „Amusement”        | Mould       | 4:59    |
| 7. | „Do You Remember?” | Mould       | 1:58    |
|    |                    |             | 23:01   |

## Twórcy
- Grant Hart – perkusja, wokal prowadzący
- Bob Mould – gitara elektryczna, wokal prowadzący
- Greg Norton – gitara basowa, wokal prowadzący
- Merrill Ward – wokal wspierający
- Steve Corbin – wokal wspierający
- Robin Henley – wokal wspierający

Produkcja
- Hüsker Dü – producent
- Spot – producent, inżynier dźwięku